# Ali Akbarnejad
Ali Akbarnejad (* 16. září 1967) je bývalý íránský zápasník, volnostylař. V roce 1992 na letních olympijských hrách v Barceloně v kategorii do 68 kg vybojoval 4. místo.